# نمایش ملی بوقلمون شکرگزاری

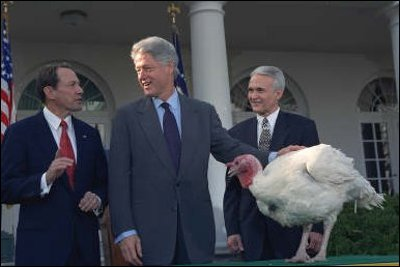
بیل کلینتون در دهمین مراسم عفو ملی بوقلمون

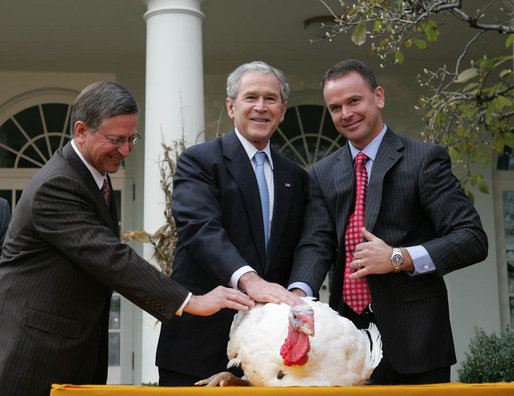
جرج بوش در نوزدهمین سالگرد عفو ملی بوقلمون

نمایش ملی بوقلمون شکرگزاری (National Thanksgiving Turkey Presentation) نام یک مراسم سالیانه است که در کاخ سفید و برخی دفاتر فرمانداری و خانه‌های ایالتی در آمریکا برگزار می‌شود.
این مراسم بمناسبت روز شکرگزاری (آمریکا) برگزار می‌شود. در این مراسم رئیس جمهور یک بوقلمون را به‌طور رسمی در حضور رسانه‌های عمومی شامل عفو ریاست جمهوری می‌کند (که در نتیجه از پخته شدن و صرف این بوقلمون برای شام جلوگیری می‌شود).
این مراسم موضوع فیلم کارتونی سینمایی پرندگان آزاد (با صداپیشگی اوون ویلسون) می‌باشد.

## تاریخچه
گفته شده که نخستین رئیس جمهوری که یک بوقلمون را عفو کرد آبراهام لینکلن بود. لیکن نخستین رئیس جمهوری که به‌طور دائم این سنت را در کاخ سفید ترویج کرد جرج هربرت واکر بوش در سال ۱۹۸۹ بود. از آن زمان تاکنون این مراسم هرساله برگزار می‌شود.
دونالد ترامپ نیز در سال ۲۰۲۰ و همزمان با آخرین سال حضور در کاخ سفید، دو بوقلمون با نام های کرن و کاب که با آرای مردم انتخاب شده بودند را عفو و آنها را به دانشگاه ایالتی آیووا اهدا کرد.